# Objeto interestelar
Un objeto interestelar es un cuerpo distinto de una estrella o subestrella ubicado en el espacio exterior, y no ligado gravitacionalmente a una estrella. En esta categoría pueden incluirse asteroides y cometas (o exocometas). Además de los cometas conocidos dentro del sistema solar, o conocidos exocometas (cometas extrasolares), en la actualidad, un cometa interestelar solo puede detectarse si pasa a través del sistema solar y podría distinguirse de un cometa procedente de la nube de Oort por su fuerte trayectoria hiperbólica (indicando que no está gravitacionalmente ligado al Sol). Hasta 2017, el objeto conocido más excéntrico, C/1980 E1, solo tenía una excentricidad orbital de 1.057, un valor muy inferior a la excentricidad propia de  un cometa interestelar.
El primer objeto interestelar descubierto y conocido hasta la fecha es 1I/ʻOumuamua (anteriormente llamado C/2017 U1 y A/2017 U1). Posee una excentricidad de aproximadamente 1.20. Al principio se le llamó C/2017 U1 porque se asumió que era un cometa, y se renombró a A/2017 U1 después de que no se le encontró actividad cometaria. Tras confirmarse su naturaleza interestelar, se renombró como 1I/'Oumuamua. El número '1' indica que es el primer objeto de este tipo que se descubre; la letra 'I' señala su carácter interestelar; y el nombre "Oumuamua" es una palabra hawaiana que significa un mensajero de lejos que llega primero.
Investigaciones recientes sugieren que (514107) 2015 BZ509 puede ser un objeto interestelar capturado hace 4500 millones de años, debido a que está en un movimiento coorbital con Júpiter y su órbita retrógrada alrededor del Sol.

## Nomenclatura
Con el primer descubrimiento de un objeto interestelar, la UAI ha propuesto una nueva serie de designaciones de cuerpos pequeños para los objetos interestelares, los "números I",  con un sistema de numeración similar al de los cometas. El Centro de Planetas Menores asignará los números. Las designaciones provisionales para objetos interestelares se manejarán usando el prefijo C/ o A/ (cometa o asteroide) según corresponda.

## Visión general

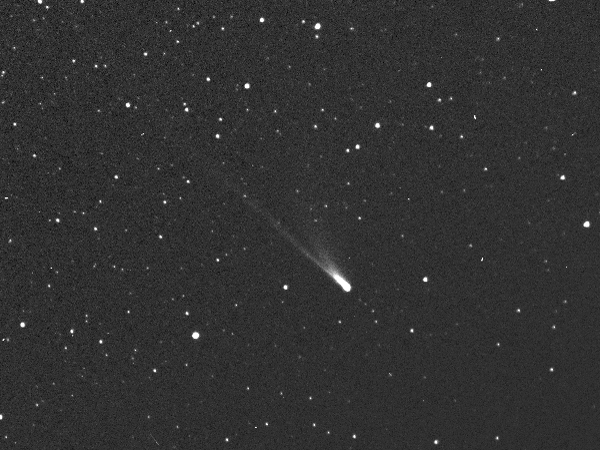
Cometa Machholz 1 (96P/Machholz) en una imagen de la misión STEREO-A (abril de 2007)

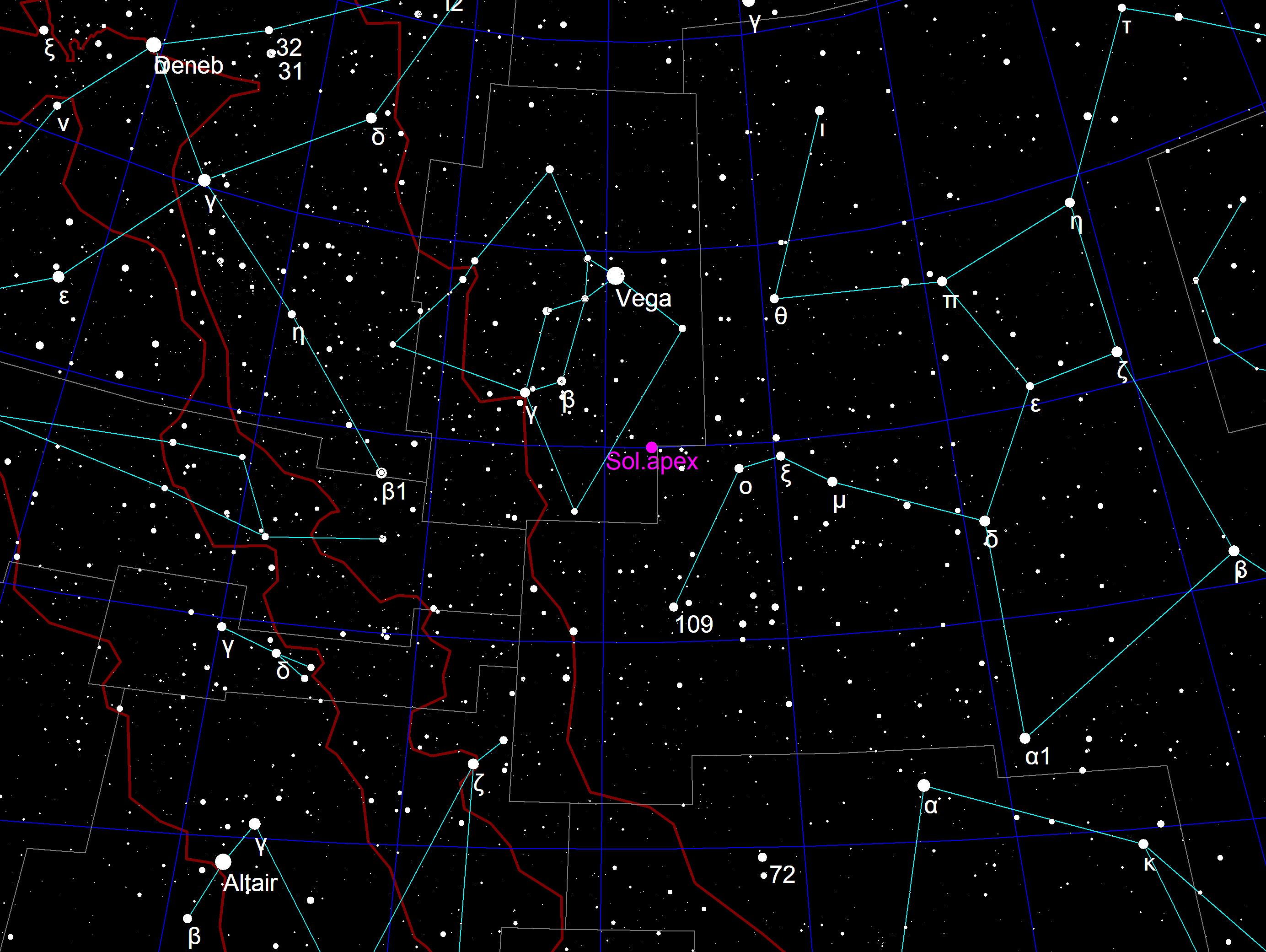
El ápex solar, la dirección del movimiento del Sol respecto a un sistema en reposo local, se dirige hacia un punto entre Hércules y Lyra. Su ascensión recta es 18h28m y su declinación es 30°N (época J2000.0)

Los modelos actuales de formación en la nube de Oort predicen que se expulsarán más cometas al espacio interestelar que los retenidos, con estimaciones que varían de 3 a 100 veces más. Otras simulaciones sugieren que el 90-99% de los cometas acabarán siendo expulsados. No se conocen razones para creer que los cometas formados en otros sistemas estelares no estarán igualmente dispersos.
Si existen cometas interestelares, ocasionalmente deben atravesar el sistema solar interno, acercándose con velocidades aleatorias, principalmente desde la dirección de la constelación de Hércules, porque el sistema solar se está moviendo en esa dirección, llamada ápex solar. Hasta el descubrimiento de 1I/ʻOumuamua, el hecho de que no se hubiera observado ningún cometa con una velocidad mayor que la velocidad de escape del Sol se utilizó para colocar límites superiores a su densidad en el espacio interestelar. En un documento del astrofísico M.V. Torbett se estimaba que su densidad no superaría los 1013 cometas por pársec cúbico. Otros análisis de datos realizados por el Lincoln Near-Earth Asteroid Research, establecían el límite superior en 4.5×10−4/UA3, o 1012 (1 billón) de cometas por pársec cúbico. Una estimación más reciente de David C. Jewitt y sus colegas, tras la detección de 1I/ʻOumuamua, predice que "la población de estado estable de objetos interestelares de escala similar a los ~100 m dentro de la órbita de Neptuno es de ~1×104, con un tiempo de residencia de ~10 años."
Un cometa interestelar puede, en raras ocasiones, ser capturado en una órbita teoría heliocéntrica mientras pasa a través del sistema solar. Las simulaciones por computadora muestran que Júpiter es el único planeta lo suficientemente masivo como para capturar uno, y que esto se puede esperar que ocurra una vez cada sesenta millones de años. Los cometas Machholz 1 y Hyakutake C/1996 B2 son ejemplos posibles de tales cometas. Tienen composiciones químicas atípicas para cometas del sistema solar.

## 1I/2017 U1 (ʻOumuamua)

Cometa 'Oumuamua, el primer objeto interestelar confirmado, abandonando el sistema solar (representación artística)

Un objeto oscuro fue descubierto el 19 de octubre de 2017 por el telescopio Pan-STARRS, con una magnitud aparente de 20. Las observaciones mostraron que sigue una trayectoria fuertemente hiperbólica alrededor del Sol, a una velocidad mayor que la velocidad de escape solar. Esto significa que no está gravitacionalmente ligado al sistema solar y que es probable que sea un objeto interestelar. El 25 de octubre, se encontró que el objeto era de naturaleza completamente asteroidal y como consecuencia ha sido designado como 1I/2017 U1, el primero de una nueva clase 'I' de objetos astronómicos. 1I/2017 U1 fue nombrado 'Oumuamua.
La falta de actividad cometaria de 'Oumuamua sugiere que tiene su origen en la región interna del sistema estelar del que proviene, habiendo perdido todos los materiales volátiles de su superficie en el interior de la línea de congelamiento, al igual que los asteroides rocosos, cometas extintos y damocloides que se conocen en el sistema solar. Esto es solo una suposición, ya que 'Oumuamua también podría haber perdido todos los volátiles de su superficie debido a eones de exposición a la radiación cósmica en el espacio interestelar, desarrollando una capa gruesa de corteza después de haber sido expulsado de su sistema original.
'Oumuamua tiene una excentricidad de 1.199, que es la excentricidad más alta observada para un objeto en el sistema solar por un amplio margen.